# Pie Box Enterprise Linux
Pie Box Enterprise Linux este o distribuție de Linux bazată pe Red Hat Enterprise.

## Legături externe
- Pie Box la Distrowatch